# Pasquale Appodia
Mons. Pasquale Appodia (25. ledna 1834, Subiaco – 7. listopadu 1901, Jeruzalém) byl italský katolický kněz, který byl generálním vikářem a pomocným biskupem v Latinském patriarchátu jeruzalémském.